# Igreja de São Francisco de Assis (Ouro Preto)
A Igreja de São Francisco de Assis é uma igreja católica da cidade de Ouro Preto, Brasil, construída em estilo Barroco, com elementos decorativos Rococó. 
É um dos monumentos mais significativos da arte colonial, uma das mais conhecidas igrejas brasileiras daquele período e uma das mais celebradas criações do mestre Aleijadinho, que elaborou o projeto básico da fachada e da decoração em relevos e talha dourada, realizando pessoalmente diversos de seus elementos, ainda que outros artistas também tenham colaborado.
Ali também se encontram trabalhos do Mestre Ataíde, o maior nome da pintura colonial brasileira, que decorou o teto da nave criando aquela que se tornou sua composição mais famosa, além de pintar outros painéis e dourar o altar-mor. Pela sua relevância extraordinária, a Igreja foi tombada pelo Instituto do Patrimônio Histórico e Artístico Nacional (IPHAN), foi classificada em 2009 como uma das Sete Maravilhas de Origem Portuguesa no Mundo, e integrando a Cidade Histórica de Ouro Preto é parte do Patrimônio da Humanidade.

## Histórico
A Igreja foi erguida pela Ordem Terceira de São Francisco de Assis. Em torno de 1765 iniciou a preparação do terreno, e em 1766 as obras foram arrematadas pelo mestre pedreiro Domingos Moreira de Oliveira, seguindo um projeto de Aleijadinho. Contudo, a autorização oficial para a ereção do templo só veio em 1771. Como era o hábito na época, a construção foi iniciada a partir da capela-mor. Os trabalhos corriam rápido, e em 1774 já estava coberta, começando a decoração interna em talha e estuque sob a direção de Aleijadinho. Dele são os púlpitos em pedra-sabão instalados junto ao arco do cruzeiro. O altar-mor foi erguido entre 1790 e 1794.
Na sequência, passou-se à construção da fachada e frontispício, com a portada projetada pelo Aleijadinho. Em 1787 o desenho das torres foi modificado e o telhado foi instalado em 1788. As obras de alvenaria só foram terminadas em 1794 pelo mestre Oliveira. Faltava ainda a decoração da nave. Os altares laterais também foram projetados por Aleijadinho, mas sua construção tardou, sendo executados somente a partir de 1829, arrastando-se até 1890. Manuel da Costa Ataíde foi encarregado da pintura do teto da nave, dos painéis da capela-mor e da nave e do douramento e pintura da talha da capela-mor, iniciando em 1801 e concluindo em 1812. Em 1801 também foram ocluídos os vãos nas laterais com a construção de um telhado e arcadas, a fim de evitar a infiltração de umidade que se verificava.
Em fins do século XIX foram instalados ladrilhos no piso e a antiga escadaria de acesso foi demolida. Em 1935 foi construído um cemitério anexo à capela-mor. No século XX a igreja passou por vários trabalhos de conservação e restauro levados a cabo pela antiga Inspetoria de Monumentos Nacionais e pelo Instituto do Patrimônio Histórico e Artístico Nacional (IPHAN).

## Significado artístico e descrição

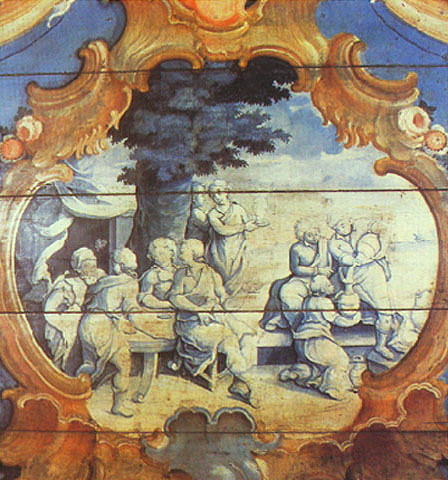
Detalhe dos painéis de Ataíde nas paredes da capela-mor, mostrando Abraão oferecendo hospitalidade aos três anjos.

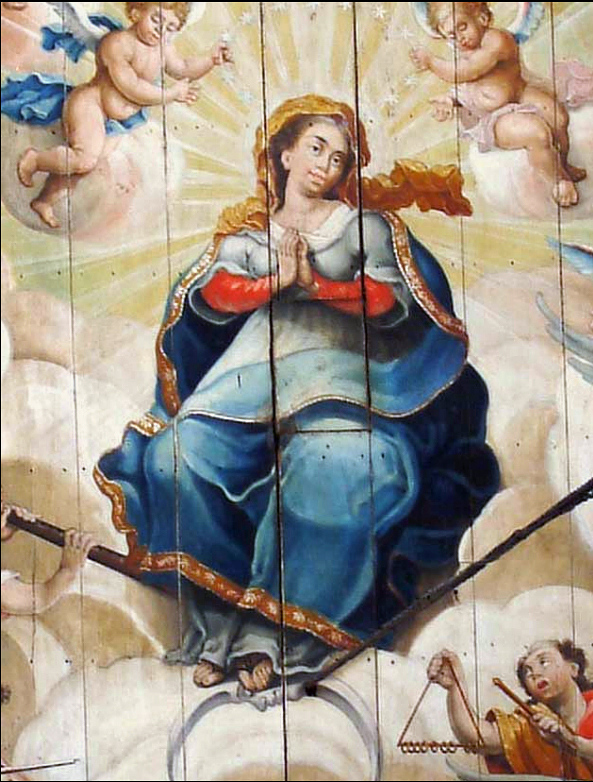
Figura central da grande composição de Ataíde no teto da nave, mostrando uma Nossa Senhora da Porciúncula com traços mulatos.

A Igreja de São Francisco de Assis é considerada uma obra-prima da arte colonial brasileira, e tem chamado a atenção dos intelectuais brasileiros e estrangeiros desde que o Barroco, depois de mais de um século de desprezo, voltou a ser recuperado pela crítica internacional. Mário de Andrade foi um dos que deixaram, no início do século XX, um testemunho positivo sobre esta e as outras igrejas projetadas pelo Aleijadinho, artista a quem se atribui — junto com seu frequente colaborador, o Mestre Ataíde — grande papel na formulação de uma estética que se revelou um dos primeiros momentos de originalidade na tradição cultural cultivada numa então colônia fortemente dependente de Portugal em todos os sentidos. Porém, escrevendo em um período em que a estética oitocentista ainda enfrentava grande rejeição, ele de certa forma ainda precisava justificar-se para seus leitores, como que "se desculpando" por apreciá-la, e seu texto é ilustrativo também porque revela a confusão conceitual que ainda pairava sobre a definição de Barroco naquele momento em que este tema apenas começava a ser desbravado pelos historiadores, e que no Brasil foi erigido como ponto de apoio fundamental na tentativa de definição do que seria a verdadeira identidade cultural da nação. Diz ele:
"É certo que elas [as igrejas de Aleijadinho] não possuem majestade, como bem denunciou Saint-Hilaire. Mas a majestade não faz parte do Brasileiro, embora faça parte comum da nossa paisagem. Carece, no entanto, compreender que o sublime não implica exatamente majestade. Não é preciso ser ingente para ser sublime. As igrejas do Aleijadinho não se acomodam com o apelativo 'belo', próprio à São Pedro de Roma, à catedral de Reims, à Batalha, ou à horrível São Marcos de Veneza. Mas são muito lindas, são bonitas como o quê. São dum sublime pequenino, dum equilíbrio, duma pureza tão bem arranjadinha e sossegada, que são feitas pra querer bem ou pra acarinhar, que nem na cantiga nordestina. São barrocas, não tem dúvida, mas a sua lógica e equilíbrio de solução é tão perfeito, que o jesuitismo desaparece, o enfeite se aplica com uma naturalidade tamanha, que si o estilo é barroco, o sentimento é renascente [renascentista]. O Aleijadinho soube ser arquiteto de engenharia. Escapou genialmente da luxuosidade, da superfectação, do movimento inquietador, do dramático, conservando uma clareza, uma claridade é melhor, puramente da Renascença".
A igreja foi tombada pelo Serviço do Patrimônio Histórico e Artístico Nacional, o antecessor do IPHAN, já em 1938, um dos primeiros monumentos protegidos pela instituição que foi fundada por outros intelectuais que estavam envolvidos com as mesmas preocupações de Mário de Andrade a respeito do resgate e legitimação do passado colonial, naquela que já foi chamada de a "fase heroica do IPHAN". Hoje o antigo rechaço pelo Barroco já foi amplamente dissolvido, e mesmo os turistas já entendem a Igreja de São Francisco como a principal atração de Ouro Preto. A Igreja foi destacada individualmente quando a UNESCO declarou a Cidade Histórica de Ouro Preto como Patrimônio da Humanidade, considerando-a uma obra-prima da arquitetura brasileira e um dos principais monumentos do Barroco nacional.

### O projeto arquitetônico

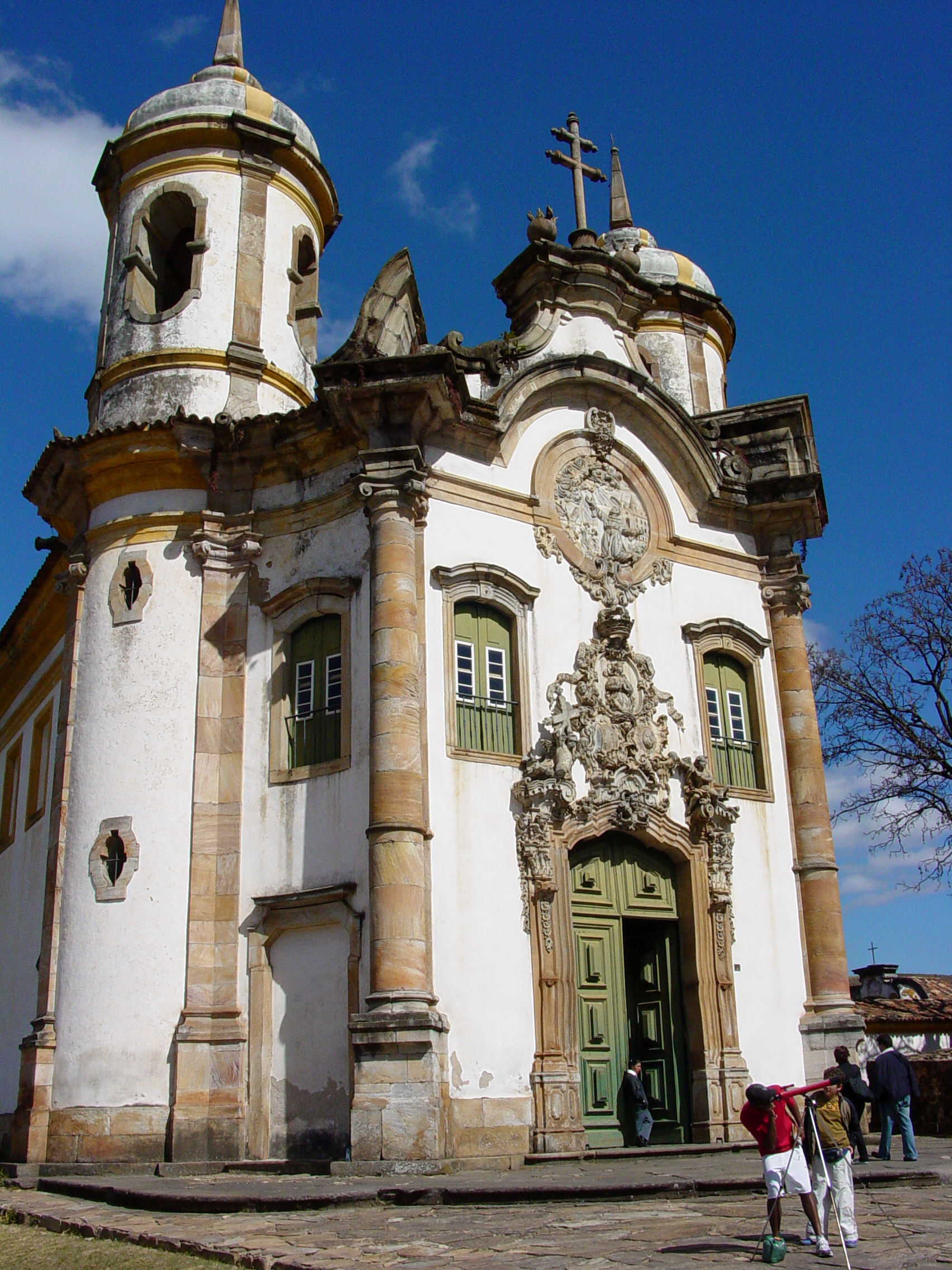
Outro ângulo da fachada, evidenciando a sua forte tridimensionalidade.

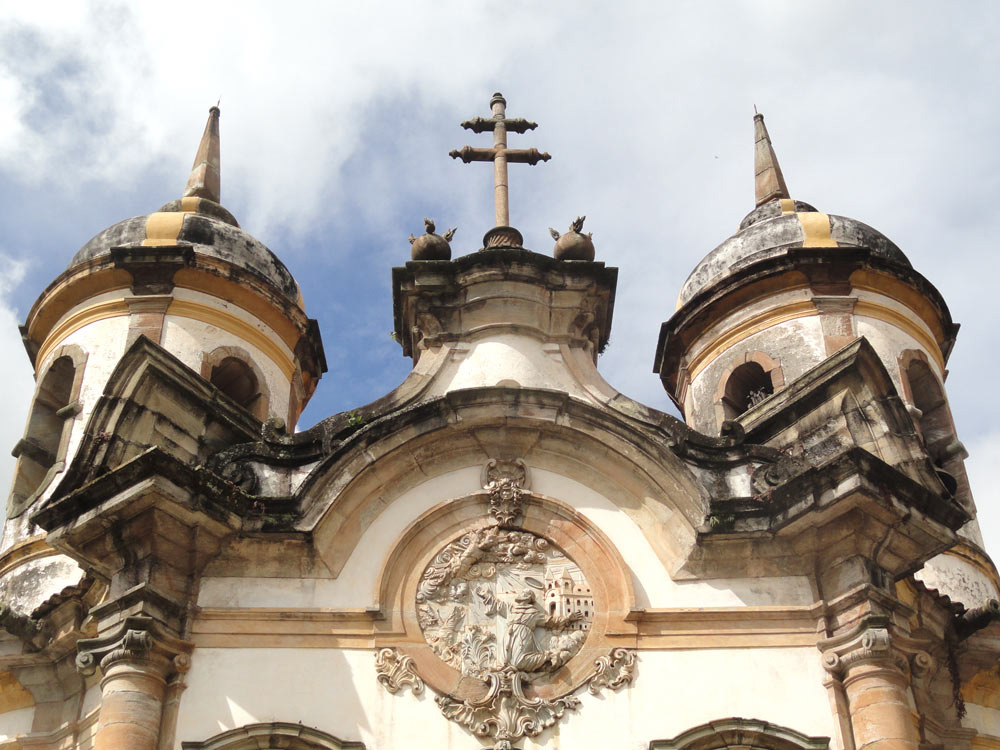
Detalhe do frontão com o óculo esculpido.

A planta baixa tem grande originalidade, rompendo com os padrões mais antigos baseados nas fachadas planas, abolindo os deambulatórios em torno da nave, obturando o óculo da fachada com um relevo e recuando as torres em relação à fachada, definindo-as em um formato cilíndrico. Sua estrutura geral tem afinidade com o Barroco italiano e português, mas traz também elementos do Rococó, visíveis especialmente na decoração. É umas das maiores realizações de Aleijadinho. Segundo John Bury, que pode ser considerado uma das mais importantes referências no estudo da arte colonial brasileira,
"O Aleijadinho foi basicamente um entalhador ou escultor de ornatos, tendo executado figuras e ornamentos para as fachadas e interiores das igrejas. Trabalhava com madeira e pedra. Mas, nas fachadas de suas igrejas, a escultura está a tal ponto integrada ao projeto arquitetônico, que Aleijadinho também faz jus, de certa forma, ao título de arquiteto, paralelamente ao de escultor. Segundo consta, esse duplo status foi reconhecido em sua própria época, embora as distinções formais entre o papel de pedreiro, arquiteto e escultor fossem, ao que parece, menos precisas do que hoje. A estimativa do seu trabalho não pode, em consequência, se limitar à sua obra de escultura e talha. Deve também incluir o estilo de arquitetura decorada, que predominou por curto tempo nos principais centros urbanos de Minas Gerais, nas últimas décadas do século XVIII e os primeiros anos do XIX".
"Os elementos borromínicos se concentram sobretudo na fachada e nas torres laterais, sendo o plano geral convencional: nave e coro retangulares, com passagens laterais que levam à sacristia, arranjo que segue diretamente o precedente das grandes igrejas matrizes. Entretanto, na fachada mantém-se a antiquada disposição diagonal das janelas, ilustrando a popularidade do esquema de fenestração em V, em Minas, mesmo depois de já ter sido abandonada na maior parte do Império Português.
"Sem observar em detalhe a elevação frontal […] não se pode apreciar devidamente a engenhosa organização desta bem-sucedida composição 'borromínica'. Em primeiro lugar, é marcante o tratamento tridimensional da fachada, enfatizando muito mais a profundidade do que, por exemplo, a fachada sinuosa da Igreja do Carmo em Ouro Preto. A parte central se projeta marcadamente, ligando-se à superfície convexa das torres recuadas por meio de trechos de paredes côncavas que têm janelas próprias, enriquecendo o efeito global. O efeito tridimensional é ainda acentuado pelo uso de colunas em vez das costumeiras pilastras. […]
"Em segundo lugar, o elemento central da fachada não é a costumeira janela. […] Em vez disso, vemos um medalhão esculpido em alto-relevo. […] Esta centralidade se faz realçar pela maneira como o medalhão interrompe o entablamento, que se desvia para contorná-lo, formando uma moldura. […]
"Outro aspecto que merece exame [é] a relação entre a fachada e as duas torres laterais que representam uma tendência à dualidade. São concorrentes em potencial que ameaçam a unidade e a harmonia da composição global. Aqui, porém, essas tendências centrífugas são contrabalançadas por uma engenhosa disposição que, deliberada ou não, bem merece uma análise. Em primeiro lugar, o arranjo dos vãos, centrado no medalhão, liga uma torre à outra e ambas à fachada. […] Em segundo lugar, a fachada domina as torres, e assim as integra efetivamente".

### Decoração

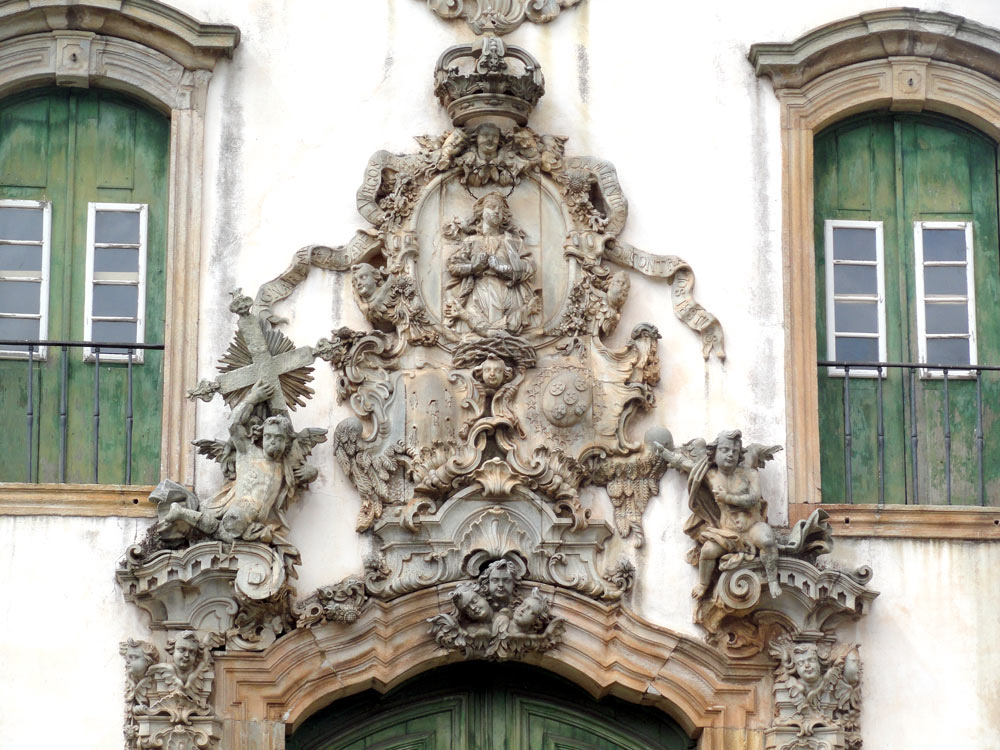
Detalhe da portada esculpida.

Destaca-se na fachada o grande relevo esculpido por Aleijadinho que envolve a portada e se harmoniza ao frontispício, dando-lhe impactante efeito arquitetural. Germain Bazin considerava este elemento a obra-prima do artista. Disse ele: [É surpreendente que] "a realização mais perfeita desse Rococó português aconteça no Brasil, e não na Metrópole, e que seja devida a um mestiço". De fato, a contribuição negra e mestiça já tem sido reconhecida como crucial na construção da arte brasileira.
As pilastras de capitel compósito sustentam fragmentos de arco, sobre os quais se assentam anjos, ladeando dois medalhões com as armas franciscanas e as do Reino de Portugal, assentes sobre rocalhas e cabeças de querubins centralizados na verga da porta. Acima deste conjunto, um medalhão de maiores dimensões ostenta a imagem da Virgem Maria orante, ornado com faixas e guirlandas e encimado por uma grande coroa real. Acima de tudo surge um grande relevo instalado no lugar do tradicional óculo, com a cena de São Francisco recebendo os estigmas do Cristo seráfico. O frontão, ladeado por arcos quebrados sinuosos, é coroado por uma grande cruz de Lorena entre duas esferas em chamas.

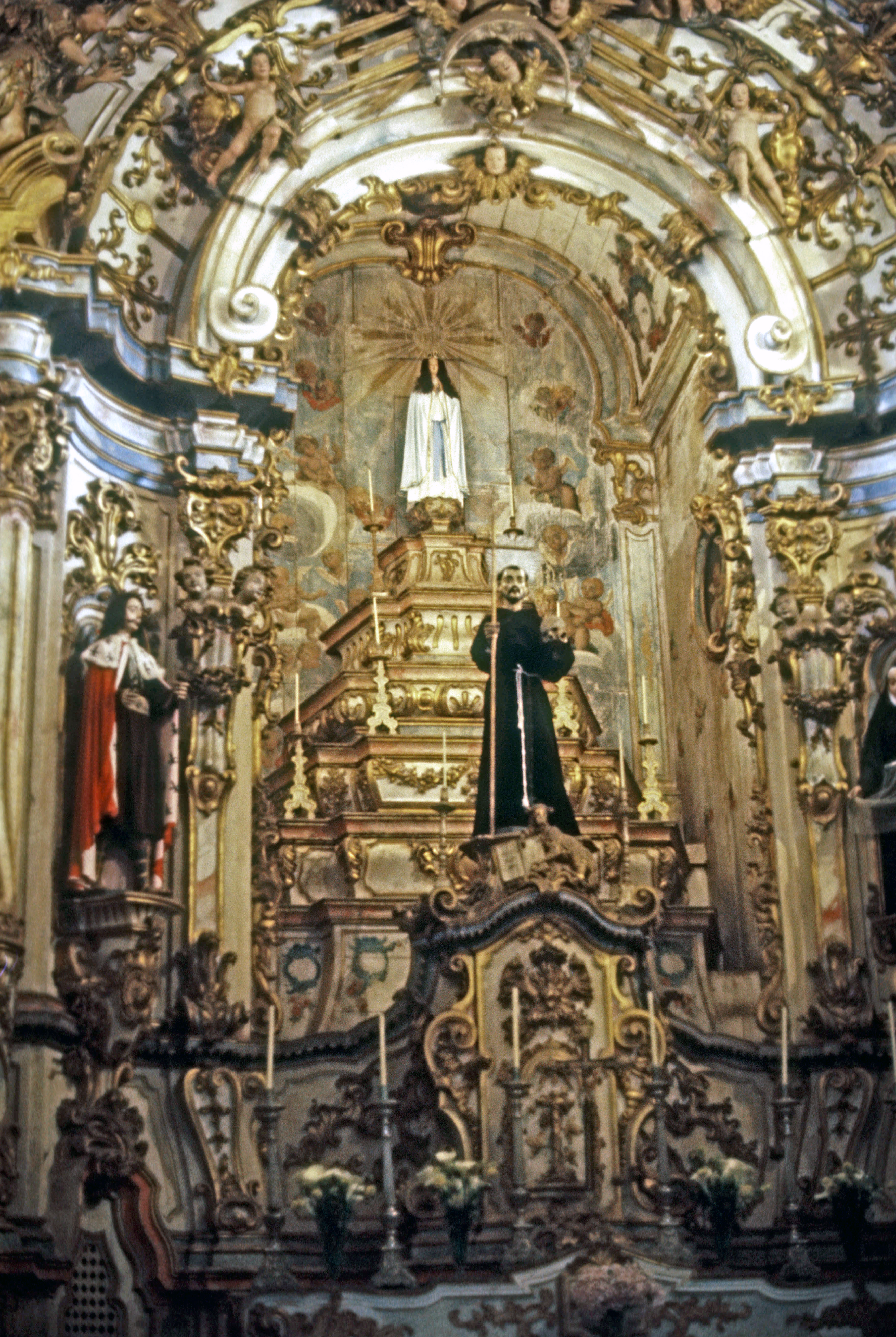
Altar-mor.

A nave é decorada com seis altares laterais, executados tardiamente no século XIX, com uma rica ornamentação em estilo Rococó. O projeto foi de Aleijadinho, mas a execução pode ter simplificado o desenho primitivo, conforme pensava Bazin, que encontrou dificuldades de reconhecer o estilo do mestre na obra realizada. Quase todas as estátuas devocionais instaladas nos nichos são santos de roca.
No arco do cruzeiro, de vulto monumental, foram instalados os púlpitos de Aleijadinho, que estão entre suas primeiras criações como escultor e que servem como parâmetro comparativo para suas produções não documentadas com segurança. Eles se combinam ao arco em uma composição coerente, dando entrada à capela-mor. Esta também foi concebida como uma unidade decorativa. A abóbada conta com medalhões com figuras em relevo de Santo Antônio de Pádua, São Conrado, São Boaventura e Santo Ivo, mas diferenças na qualidade da execução indicam a participação de assistentes.
O retábulo é uma complexa composição em forma de arco de triunfo coroado por várias figuras, incluindo anjos, a Santíssima Trindade e a Imaculada Conceição, que emolduram um trono escalonado. Segundo Oliveira & Campos, é a obra máxima da talha rococó da região mineira, destacando "o movimento rotativo das elegantes colunas externas e o tratamento predominantemente escultórico da rocalha e demais motivos ornamentais, só encontrados na talha do Aleijadinho". O forro mostra relevos e quatro Doutores da Igreja. Nas paredes há uma série de painéis com cenas da vida de Abraão em estilo imitando a pintura de azulejos, e dois grandes quadros no nível superior.

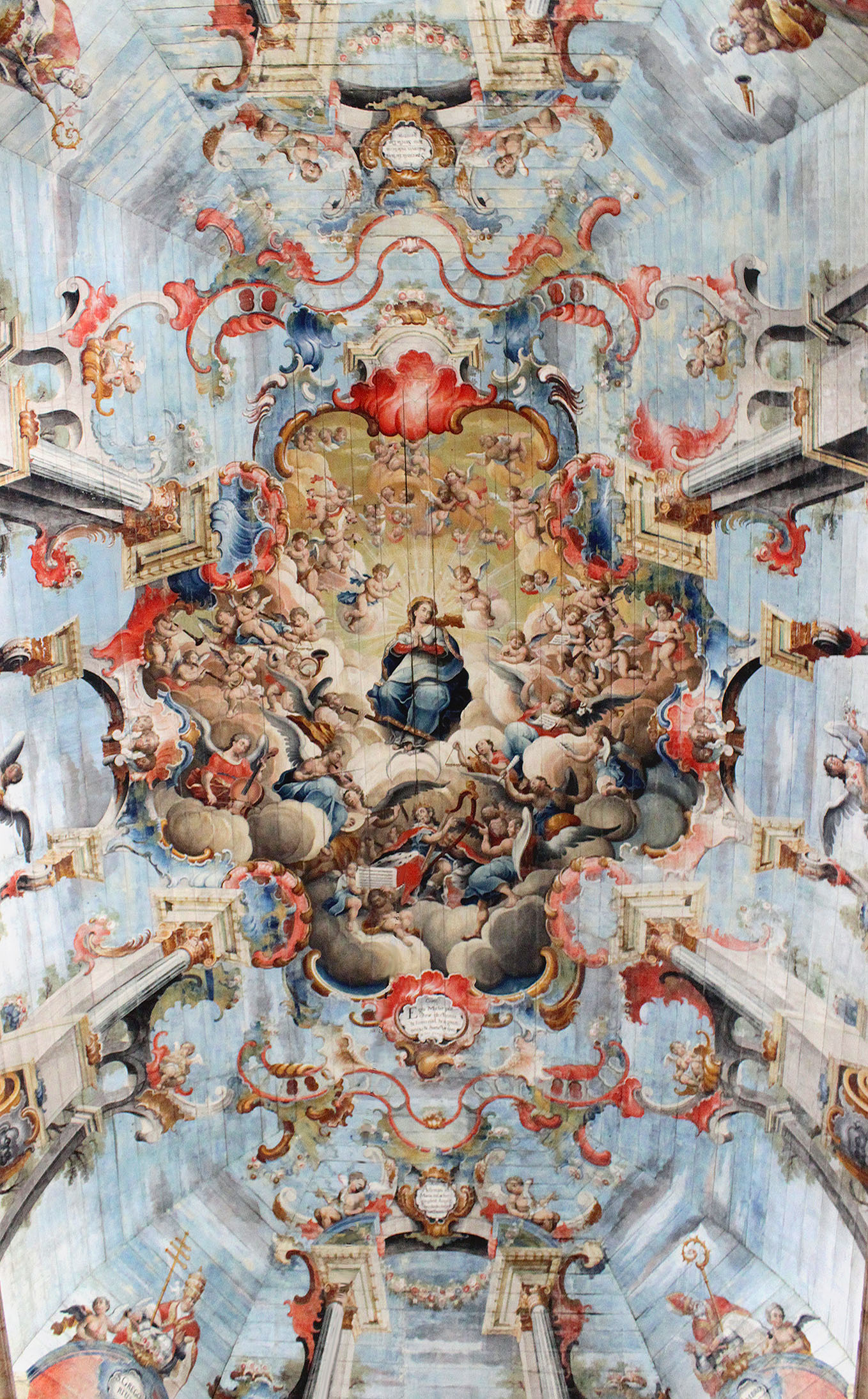
Nossa Senhora cercada de anjos músicos, de Mestre Ataíde, no teto da igreja

O teto da nave mostra a mais afamada composição do Mestre Ataíde, uma glorificação de Nossa Senhora da Porciúncula cercada de anjos músicos. Os traços da Virgem são identificados como os de uma mulata — acredita-se que tenham sido inspirados nos da sua esposa — e são interpretados como uma das suas contribuições para a criação de uma estética voltada à realidade nacional e como uma escolha radicalmente inovadora para seu tempo, quando eram fortíssimos os preconceitos de cor e Jesus e Maria eram invariavelmente representados como brancos. Outras figuras nesta e em outras de suas composições têm traços semelhantes. Carlos del Negro analisou outros aspectos da obra: 
"O tom aconchegante e acariciante da luz que banha toda a composição do medalhão revela um certo grau de intimidade, consonância e vibração dos habitantes desse céu. Todas as figuras da composição só têm autonomia em função do conjunto. A orquestra é um segundo centro da composição pictórica pois determina a distribuição espacial do músicos. Poderíamos dizer que nesse forro ele pintou uma partitura e executou uma pintura. Essa talvez tenha sido a inovação mais importante da pintura de Ataíde: introduzir no universo iconográfico da pintura religiosa a música; entra-se no céu ao som musical de uma orquestra celestial. A transposição da música para o paraíso, revela o valor estético e sagrado que esta linguagem adquiriu no simbolismo religioso das Minas Gerais".
Entretanto, naquele período a arte deveria, mais do que simplesmente ornamentar os espaços, principalmente edificar o devoto. Em torno da festiva cena central Ataíde pintou admoestações, como os medalhões e faixas com os motos Vanitas vanitatum e Memento mori, que significam respectivamente Vaidade das vaidades, e Lembra que morrerás, significando que vida na Terra é efêmera e ilusória, uma sofrida peregrinação necessária para a conquista da Salvação eterna. A própria cena da Virgem, em que predomina a alegria, é uma ilustração da recompensa por uma vida virtuosa e temente a Deus. Outros elementos reforçam a doutrina que a pintura deveria transmitir através dos símbolos e imagens: uma vela acesa significa o tempo que passa; uma ampulheta caída, a morte; um açoite, a necessidade de penitência. Os santos e mártires que compõem as cenas secundárias também ali estão para transmitir mensagens precisas, cujo significado está no conhecimento da vida que levaram e da obra que deixaram.

## Tradições

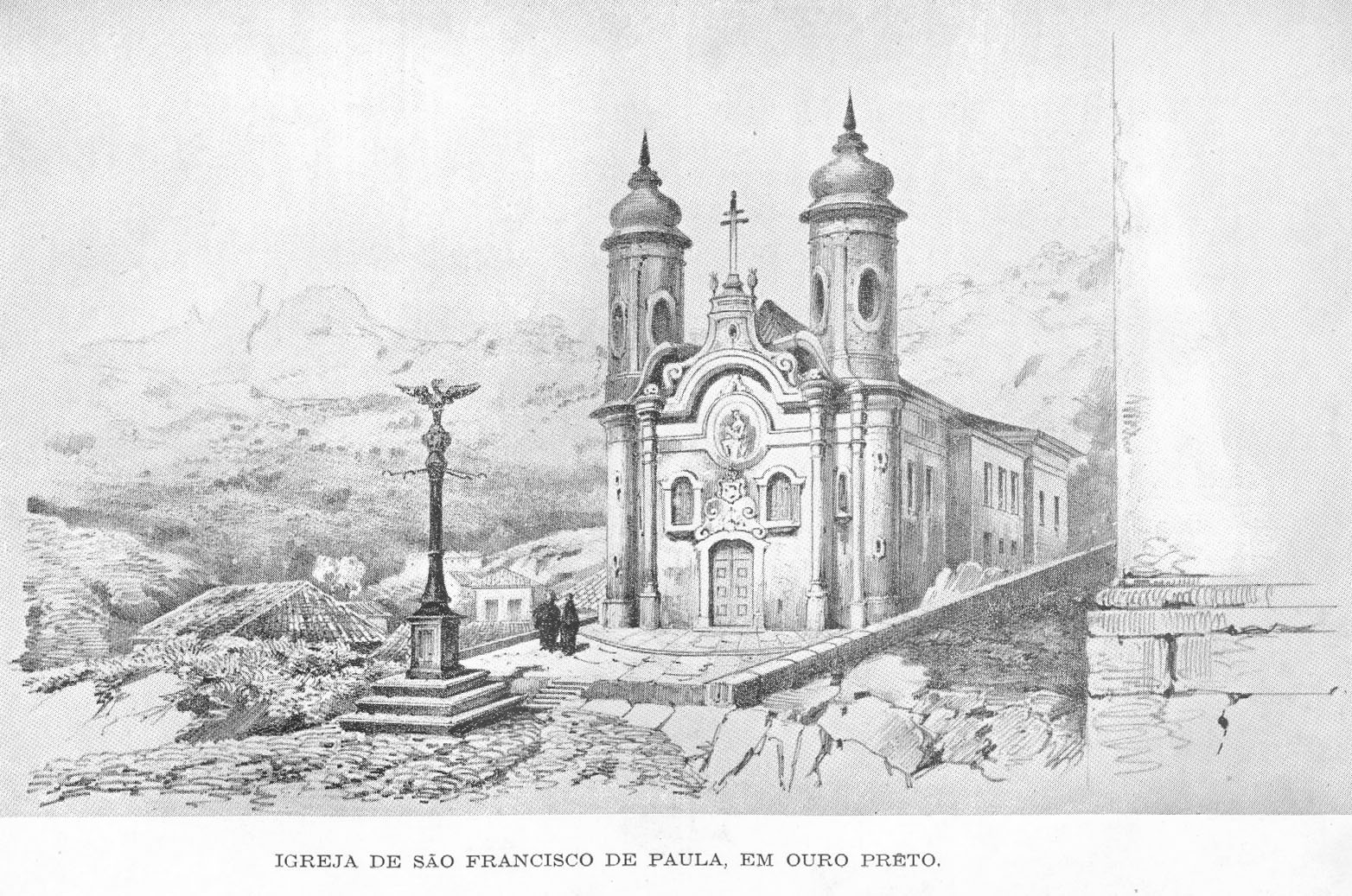
Desenho de Hermann Burmeister, publicado no livro Viagem ao Brasil Através das províncias do Rio de Janeiro e Minas Gerais, 1853.

Desde sua fundação a Igreja de São Francisco deu origem a expressivo corpo de tradições religiosas e culturais, sendo especialmente notáveis as que dizem respeito à Semana Santa. Na Quinta-feira Santa ocorre a tradicional cerimônia do Lava-pés, que recorda a humildade de Jesus. Na Sexta-feira é encenado, no adro da Igreja, o Descendimento da Cruz, seguido pela Procissão do Enterro. No domingo de Páscoa um ostensório com o Santíssimo Sacramento é levado na Procissão da Ressurreição — uma das mais concorridas da Semana Santa — até a Igreja do Rosário. Todo o trajeto é coberto por um tapete de serragem com desenhos, as casas decoram suas janelas e varandas com panos multicores, os devotos vestem roupas que espelham seus votos e promessas, e o desenrolar da procissão é acompanhado pelo toque dos sinos das igrejas da cidade. Além de cumprirem o calendário festivo do Catolicismo, as cerimônias da Semana Santa em Ouro Preto atraem grosso número de turistas interessados no conhecimento de expressões de um folclore que tem séculos de história e continua atraindo também as novas gerações.
Outras festividades de relevo ao longo do ano são as comemorações dos onomásticos de alguns santos. São Roque, em 16 de agosto, que inicia com um tríduo, depois celebra-se missa solene e ocorre procissão luminosa. A festa encerra com a bênção do Santíssimo Sacramento, ao mesmo tempo em que pães bentos e água benta são distribuídos para os fiéis. São Francisco de Assis, o orago da Igreja, tem festejos ao longo de nove dias, rezando-se uma novena que culmina em 4 de outubro com missa solene, procissão e a bênção do Santíssimo.
Na Igreja também são realizados com regularidade concertos de música orquestral e vocal, apresentando-se composições de autores coloniais.